# Alvania testae
Alvania testae là một loài ốc biển nhỏ, là động vật thân mềm chân bụng sống ở biển trong họ Rissoidae.

## Hình ảnh

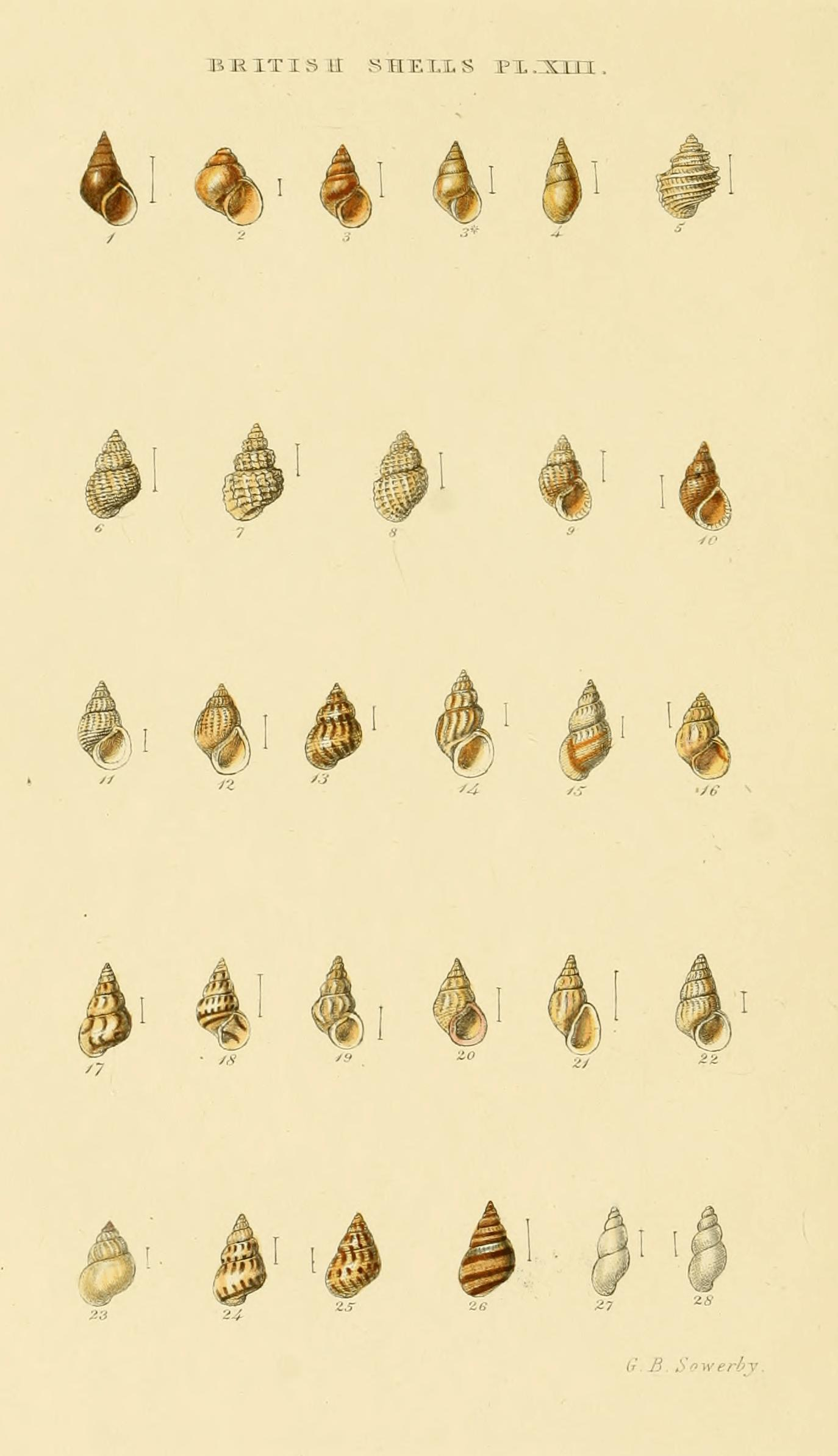